# Gabrielle Colonna-Romano
Gabrielle Dreyfuss, coneguda com a Gabrielle Colonna-Romano, nascuda el dia 17 de gener de 1883 a París i morta el 2 de febrer de 1981, va ser una actriu francesa.

## Biografia
Va ingressar al Conservatori el 1908, on va guanyar dos accèssits, i l'any següent, en el concurs de 1909, el primer premi de tragèdia interpretant Fedra, de Racine, un paper que marcaria la seva carrera.
Alumna de Sarah Bernhardt, esdevingué membre de la Comédie-Française el 1913 i fins al 1936. Famosa pels seus papers com a actriu tràgica, hi va oferir moltes obres de teatre i lectures de poesia, sobretot del poeta simbolista Saint-Pol-Roux.
Va interpretar les grans heroïnes tràgiques -Fedra, Hermione, Ifigènia, Bérénice, Esther, Laòdice, Rodoguna, Chimène...- i també les estrenes joves. Així, per exemple, feu el paper de Camille a On ne badine pas avec l'amour i la Marianne de Caprices de Marianne, totes dues de Musset. També feu l'Armande, de Les dones sàvies, i l'Elmire, del Tartuf, totes dues de Molière; i la reina a Ruy Blas, de Victor Hugo o Venus a Psyché, de Lully. Donà a conèixer obres de Gabriele d'Annunzio i Verhaeren, entre les quals Le Cloître.
Es va comprometre amb el moviment del Front Popular i va col·laborar com a infermera en la Resistència durant la Primera Guerra Mundial.
Model d'Auguste Renoir en diverses pintures, sobretot a Jeune femme à la rose (1913), va tenir una relació amb el seu fill Pierre. A Anglaterra, va conèixer Marie Bell, la qual, seguint el seu consell, es matriculà al Conservatori.
Gabrielle Colonna-Romano es va casar amb l'actor Georges Grand l'any 1916 i després, vídua, amb l'actor Pierre Alcover, tots dos de la Comédie-Française. La parella d'actors descansa a l'antic cementiri de Rueil-Malmaison.
Va donar el seu nom al Premi Colonna-Romano de Tragèdia Clàssica, al Conservatori Nacional Superior d'Art Dramàtic de París.

## Filmografia
- 1908: Hamlet, d'Henri Desfontaines, Gertrude
- 1910: L'escarabat d'or, d'Henri Desfontaines
- 1910: Hop-Frog, d'Henri Desfontaines, Tripetta
- 1910: L'Honneur (o Pour l'honneur), d'Albert Capellani, Alma
- 1911: El romanç de la mòmia, d'Henri Desfontaines
- 1912: Antar, basat en l'obra de Chekri Ganem, Neda
- 1913: Honor, d'Henri Pouctal
- 1934: Una vetllada a la Comédie-Française, de Léonce Perret

## Teatre

### Fora de la Comédie-Française[4]
- 1905: L'armature, després de Paul Hervieu, Théâtre du Vaudeville
- 1905: Cap a l'amor, de Léon Gandillot, dirigit per André Antoine, Teatre Antoine
- 1906: La Griffe, d'Henri Bernstein, Teatre de la Renaissance
- 1906: Passatgers, d'Alfred Capus, Teatre del Renaixement
- 1911: L'exèrcit a la ciutat, de Jules Romains, dirigit per André Antoine, Théâtre de l'Odéon
- 1912: Troilus i Cressida, de William Shakespeare, Théâtre de l'Odéon
- 1917: Has de fer-ho!, obra en un acte de René Berton, Théâtre Édouard VII

### A la Comédie-Française
- Es va incorporar a la Comédie-Française el 1913.[3]
- En fou membre de 1926 a 1936, amb el núm. 372

- 1913: Fedra, de Racine: Fedra
- 1916: Britannicus, de Racine: Junie
- 1917: Andromaque (Racine), de Racine: Hermione
- 1917: Iphigénie, de Racine: Iphigénie
- 1917: Fedra, de Racine: Ismène
- 1918: Fedra, de Racine: Aricie
- 1918: Esther, de Racine: Esther
- 1919: On ne badine pas avec l'amour, d'Alfred de Musset: Camille
- 1919: El misantrop', de Molière: Eliante
- 1921: Circé, d'Alfred Poizat
- 1923: Bérénice, de Racine: Bérénice
- 1923: Mithridate, de Racine: Monime
- 1924: La Victoire sur les ténèbres, de Jacques Brindejont-Offenbach
- 1925: Avènement, de Henry Marx
- 1927: Ruy Blas, de Victor Hugo: La reina
- 1929: Bajazet, de Racine: Atalide
- 1929: Nicomède, de Pierre Corneille: Laòdice
- 1931: Le Cid, de Pierre Corneille: L'Infante
- 1931: Les Erinnyes, de Leconte de Lisle: Kansandra
- 1932: Iphigénie", de Racine: Eriphile
- 1933: Coriolà, de William Shakespeare